# عين مطبول
عين مطبول أو عين أم الطبول هي قرية جزائرية تقع ببلدية سيدي امحمد بن علي بولاية غليزان.
وتشتهر بوجود آثار مدينة رومانية (تيميكي) بالقرب منها